# Motru (Gorj)
Motru è un municipio della Romania di 22930 abitanti, ubicato nel distretto di Gorj, nella regione storica dell'Oltenia.
Fanno parte dell'area amministrativa anche le località di Dealu Pomilor, Horăşti, Însurăţei, Leurda, Lupoiţa, Ploştina, Roşiuţa e Râpa.

## Storia
La città trae origine da un insediamento romano denominato Ad Mutriam; numerose monete del periodo romano, in particolare del regno di Settimio Severo (II-III secolo), sono state ritrovate nel 1964 durante scavi minerari per la coltivazione di un giacimento di carbone.
Motru ha ottenuto lo status di municipio il 18 ottobre 2000.